# Yttrandefrihet i Sverige
Yttrandefriheten i Sverige omfattar en rätt för varje medborgare i Sverige att uttrycka sig i tal, skrift eller bild eller på annat sätt, som det uttrycks i regeringsformen. Myndigheter får inte i förväg pröva (censurera) om uttalandena är lämpliga eller bestraffa medborgare enbart för att myndigheterna ogillar vissa uttalanden eller åsikter. Ett nyligt undantag var filmcensuren, som avskaffades 2012. Utlänningar som befinner sig i Sverige har yttrandefrihet i samma utsträckning som svenska medborgare. Yttrandefriheten är en del av de positiva opinionsfriheterna, som i sin tur är en del av de medborgerliga fri- och rättigheterna. De positiva opinionsfriheterna syftar till att främja ett fritt meningsutbyte och därmed främja demokratin. 

## Olika grader av skydd
Vissa delar av yttrandefriheten har ett starkare skydd än övrig yttrandefrihet. Det är de yttranden som framförs via ett medium som omfattas av yttrandefrihetsgrundlagen (YGL) eller tryckfrihetsförordningen (TF), det vill säga tryckta skrifter, radioprogram, TV-sändningar, video/dvd, tekniska upptagningar med mera. Vissa webbsidor omfattas av detta skydd, men majoriteten gör det inte. Fotokopierade och stencilerade texter omfattas inte av detta starkare yttrandefrihetsskydd, om de inte har utgivningsbevis eller angiven utgivare.
Uttalanden som omfattas av YGL eller TF omfattas också av ett källskydd och ett efterforskningsförbud. Det innebär att en journalist eller en redaktör inte får avslöja sin källa utan dennes vilja och att en myndighet inte får försöka efterforska källan till en viss uppgift.  
Uttalanden som framförs direkt och muntligt har alltså inte skydd i YGL eller TF, utan enbart det skydd som uttrycks i regeringsformen. Många enklare fotokopierade texter, vykort och reklamtryck faller också utanför det starkare yttrandefrihetsskyddet i YGL och TF.

## Inskränkningar
Yttrandefriheten är inte absolut utan får inskränkas, om inskränkningen är godtagbar i ett demokratiskt samhälle, inte går utöver vad som är nödvändigt med hänsyn till  ändamålet, (proportionalitetsprincipen) och inte utgör ett hot mot den fria åsiktsbildningen såsom en av folkstyrets grundvalar. För den del av yttrandefriheten som skyddas av tryckfrihetsförordningen eller yttrandefrihetsgrundlagen gäller också att inskränkningen bara får ske genom lag. Stiftandet av ny sådan lag kräver också i sin tur grundlagsändring.

## Inskränkningarnas syfte
Syftet med att begränsa yttrandefriheten är komplext. Delar av begränsningarna handlar om att skydda staten mot exempelvis spioneri, landsförräderi, hot mot tjänsteman, sekretessbrott och övergrepp i rättssak eller andra hot mot rikets säkerhet eller rättssystemet. Andra delar handlar om statens skyldighet att skydda svagare medborgare mot övergrepp, exempelvis olaga hot eller förtal. En tredje grund för inskränkningar utgör skyddet av demokratin, exempelvis förbudet genom hot påverka hur någon röstar. En fjärde är statens skyldighet att verka för likabehandling av alla medborgare via skyddet av minoriteter genom förbudet mot hets. Den femte grunden handlar statens behov av att tekniska och kulturella landvinningar, därför inskränks yttrandefriheten också genom patent och upphovsrättsskydd.

## Lagar
Inskränkningarna i yttrandefriheten finns bland annat i brottsbalken, i form av förbud mot olaga hot, hets mot folkgrupp, förtal och förolämpning, och sekretesslagen. För uttalanden som omfattas av tryckfrihetsförordningen eller yttrandefrihetsgrundlagen regleras dessa brott istället i tryckfrihetsförordningens brottskatalog och kallas tryckfrihetsbrott eller yttrandefrihetsbrott. Det finns arton tryckfrihetsbrott, större delen av dem är brott mot staten. För en utförlig beskrivning, se tryckfrihetsbrott. Inskränkningar finns också i form av mönsterskydd, varumärkesskydd, patent och upphovsrätt.
Vid grova yttrandefrihetsbrott mot staten finns inget anonymitetsskydd för upphovsmannen till ett uttalande, källskyddet faller alltså bort, liksom efterforskningsförbudet.

## Politisk yttrandefrihet
Som ett led i arbetet att kartlägga vilket hot det finns mot yttrandefriheten från icke-statliga aktörer presenterade den 7 mars 2008 sektionen mot samhällshotande brottslighet inom Säkerhetspolisen en  rapport om hot mot förtroendevalda inom kommun och landsting. Politiker som uttalar sig i eller ansvarar för känsliga eller politiskt kontroversiella frågor bedöms som särskilt utsatta. Oftast är det personer som reagerar på enskilda beslut som hotar; vanligt är också att den hotande kan klassificeras som psykiskt sjuk eller rättshaverist. Säpo skriver att "Hot mot förtroendevalda från organiserade kriminella miljöer eller andra grupperingar är till synes ovanligt".

## Ändrad syn på yttrandefrihet sedan 1980-talet
Enligt Nils Funcke har synen på yttrandefrihet i Sverige förändrats sedan början på 1980-talet (till 2016): Yttrandefrihetsgrundlagen tillkom och gav i stort sett samma skydd för etermedier som för tryckta skrifter. Men det kom även förslag som naggade rättigheterna. Till exempel innehöll den senaste medieutredningen förslag om att flytta delar från grundlagen till vanlig lag vilket skulle öppna för att en annan riksdagsmajoritet kunde gå in och genom sändningstillstånden och anslagsvillkoren hårt styra de statliga mediebolagen. Funcke ansåg inte att samhället nyttjade de lagar som redan stod till förfogande för att stävja näthat: Förtal, förolämpning, ofredande, lagen om ansvar för elektroniska anslagstavlor, sekretessbestämmelser och så vidare. Funcke påpekade att endast 4% av de anmälda hot- och hatbrott som kom till polisen ledde till att en förundersökning inleddes och att förslag på ytterligare inskränkningar i yttrandefriheten därför var populistiska.